# Comuna Scrioaștea, Teleorman
Scrioaștea este o comună în județul Teleorman, Muntenia, România, formată din satele Brebina, Cucueți, Scrioaștea (reședința) și Viile.

## Toponimie
Se spune că aici Vodă a transmis unui subordonat să scrie oastea, de unde și numele (scris oastea), reieșind in viitor Scrioaștea, denumirea actuală a localității.

## Demografie
Componența etnică a comunei Scrioaștea
     Români (89,19%)
     Romi (5,65%)
     Alte etnii (0,11%)
     Necunoscută (5,05%)
Componența confesională a comunei Scrioaștea
     Ortodocși (92,91%)
     Alte religii (1,79%)
     Necunoscută (5,31%)
Conform recensământului efectuat în 2021, populația comunei Scrioaștea se ridică la 3.524 de locuitori, în scădere față de recensământul anterior din 2011, când fuseseră înregistrați 3.853 de locuitori. Majoritatea locuitorilor sunt români (89,19%), cu o minoritate de romi (5,65%), iar pentru 5,05% nu se cunoaște apartenența etnică. Din punct de vedere confesional, majoritatea locuitorilor sunt ortodocși (92,91%), iar pentru 5,31% nu se cunoaște apartenența confesională.

## Politică și administrație
Comuna Scrioaștea este administrată de un primar și un consiliu local compus din 13 consilieri. Primarul, Alexandru Anghel[*], de la Partidul Social Democrat, este în funcție din octombrie 2020. Începând cu alegerile locale din 2024, consiliul local are următoarea componență pe partide politice:
|  | Partid                   | Consilieri | Componența Consiliului | Componența Consiliului | Componența Consiliului | Componența Consiliului | Componența Consiliului | Componența Consiliului | Componența Consiliului | Componența Consiliului | Componența Consiliului | Componența Consiliului | Componența Consiliului | Componența Consiliului | Componența Consiliului |
|  | ------------------------ | ---------- | ---------------------- | ---------------------- | ---------------------- | ---------------------- | ---------------------- | ---------------------- | ---------------------- | ---------------------- | ---------------------- | ---------------------- | ---------------------- | ---------------------- | ---------------------- |
|  | Partidul Social Democrat | 13         |                        |                        |                        |                        |                        |                        |                        |                        |                        |                        |                        |                        |                        |

## Istorie
La sfârșitul secolului al XIX-lea, comuna făcea parte din plasa Târgului al județului Teleorman fiind alcătuită doar din satul Scrioaștea, cu o populație de 1561 de locuitori. În comună exista o școală mixtă și o biserică. La acea vreme, pe teritoriul actual al comunei, funcționau în aceeași plasă, comunele Cucueți și Papa. Comuna Cucueți era alcătuită din satele Cucueții de Jos, Cucueții de Sus și Ciocul, cu o populație de 1200 de locuitori. În comună exista o școală mixtă cu 30 de elevi (dintre care 20 de fete), o biserică și o moară cu aburi. Comuna Papa era alcătuită doar din satul Papa cu o populație de 1000 de locuitori. În comună exista o școală mixtă frecventată de 29 de elevi și o biserică.
Anuarul Socec din 1925 consemnează comuna în plasa Roșiori a aceluiași județ și cu o populație de 2240 de locuitori.  Comuna Cucueți este consemnată în aceiași plasă, cu o populație de 965 de locuitori, în satele Cucuieți, Ciocu și Știrbeți. Comuna Papa este consemnată, tot în aceiași plasă, păstrându-și componența, având o populație de 1911 de locuitori. În anul 1931, comuna Papa a fost desființată și a fost inclusă în comuna Cucueți, iar comunei Scrioaștea îi este alipită satul Ciocu de la comuna Cucueți.
În anul 1950, comunele au trecut în administrația raionului Roșiorii de Vede al regiunii Teleorman, raion care, doi ani mai târziu, a fost inclus în regiunea București. În anul 1964, satul Papa a primit numele de Brebina, iar satul Cioc a primit numele de Viile. iar în anul 1968, comuna a trecut la județul Teleorman, în actuala structură. Tot atunci, comuna Cucueți a fost desființată și a fost inclusă în comuna Scrioaștea, iar satul Știrbeți a fost contopit cu satul Cucueți.